# Warba (Minnesota)
Warba ist eine Kleinstadt (City) im Itasca County des Bundesstaates Minnesota der Vereinigten Staaten. Das U.S. Census Bureau hat bei der Volkszählung 2020 eine Einwohnerzahl von 168 ermittelt.

## Lage
Warba liegt im nördlichen Teil von Minnesota, etwa 20 Kilometer südöstlich von Grand Rapids, 95 Kilometer nordwestlich von Duluth und 240 Kilometer Luftlinie nördlich von Minneapolis. Der Ort liegt in einer waldreichen Gegend und ist von mehreren Seen umgeben, der größte von diesen ist der Shallow Lake, um den sich eine Wochenendhaussiedlung gruppiert. Benachbarte Orte sind Blackberry im Nordwesten und Swan River im Südosten.

## Geschichte
Auf dem Gebiet von Warba existierte ab 1891 ein Sägewerk. Um dieses Sägewerk herum entstand in den folgenden Jahren eine kleine Siedlung, die den Namen Verna erhielt. Ab 1904 entstand unmittelbar östlich von Verna das Dorf Feeley, das nach dem Sägewerkbesitzer Thomas J. Feeley. Ab 1901 gab es in Feeley eine Poststelle des United States Postal Service, das Dorf Verna verfügte über einen Bahnhof an der Strecke der Great Northern Railway. Im Jahr 1911 wurde Feeley als Village inkorporiert. Um Verwechslungen mit dem nahegelegenen Dorf Foley zu vermeiden, wurde der Name im gleichen Jahr nach einem Vorschlag des USPS in Warba geändert. Dieser Name stammt aus der Sprache der Ojibwe und bedeutet in etwa Rastplatz. Gleichzeitig wurde Verna nach Warba eingemeindet und der Bahnhof ebenfalls umbenannt.
Die Poststelle in Warba ist bis heute in Betrieb.

## Bevölkerung

### Census 2010
Beim United States Census 2010 hatte Warba 181 Einwohner, die sich auf 77 Haushalte und 47 Familien verteilten. 97,2 % der Einwohner waren Weiße und 2,8 % waren amerikanische Ureinwohner. In 44,2 % der Haushalte von Warba lebten verheiratete Ehepaare, 10,4 % der Haushalte setzten sich aus alleinstehenden Frauen und 6,5 % aus alleinstehenden Männern zusammen. 29,9 % der Haushalte hatten Kinder unter 18 Jahren, die bei ihnen wohnten und in 9,1 % der Haushalte lebten Senioren über 65 Jahre.
Das Medianalter lag in Warba im Jahr 2010 bei 37,8 Jahren. 23,8 % der Einwohner waren unter 18 Jahre alt, 7,1 % waren zwischen 18 und 24, 23,3 % zwischen 25 und 44, 34,7 % zwischen 45 und 65 und 11,0 % der Einwohner waren älter als 65 Jahre. 49,2 % der Einwohner waren männlich und 50,8 % weiblich.

### Census 2000
Beim United States Census 2000 lebten in Warba 183 Einwohner in 79 Haushalten und 57 Familien. 98,63 % der Einwohner waren Weiße und 1,64 % waren verschiedener Abstammungen. Hispanics und Latinos machten 1,64 % der Gesamtbevölkerung aus.
Zum Zeitpunkt der Volkszählung betrug das Medianeinkommen in Warba pro Haushalt 27.500 US-Dollar und pro Familie 31.250 US-Dollar. Das durchschnittliche Pro-Kopf-Einkommen lag bei 11.772 US-Dollar. 19,6 % der Einwohner von Warba lebten unterhalb der Armutsgrenze. davon waren 26,2 % unter 18 und keine über 65 Jahre alt.

## Infrastruktur
Warba liegt direkt am U.S. Highway 2, der den Ort mit Grand Forks und Duluth verbindet. Der nächste Anschluss an den Interstate-Highway 35 ist etwa 92 Kilometer von der Stadt entfernt.